# Щёлоков, Николай Александрович
Николай Александрович Щёлоков (28 июля (9 августа) 1893, Оренбургская губерния — после 1921) — белый офицер (подъесаул), личный секретарь и офицер личного отряда атамана Дутова, мировой судья второго военного отдела Оренбургского казачьего войска.

## Биография
Николай Щёлоков родился 28 июля (9 августа) 1893 года в станице Верхнеуральской второго военного отдела Оренбургского казачьего войска с семье коллежского советника Александра Щёлокова. После получения среднего образования, он поступил на юридический факультет Московского университета, который окончил уже во время Первой мировой войны, в 1916 году, с дипломом первой степени. В революционном, 1917 году, Щёлоков стал выпускником Николаевского кавалерийского училища.
Николай Александрович получил чин хорунжего в середине февраля 1918 году (со старшинством с той же даты); он стал сотником буквально несколько месяцев спустя — в сентябре-октябре, со старшинством с середины июня. По состоянию на 1921 год Щёлоков имел погоны казачьего подъесаула. С начала января 1918 года он являлся мировым судьёй родного для себя, второго военного отдела Войска. Уже с середины февраля Николай Щёлоков получил пост следователя при Войсковом правительстве Оренбургских казаков. С середины июня он стал адъютантом по строевой части при штабе командующего казачьими частями Троицкого и Челябинского уездов.
Николай Александрович оказался на должности старшего адъютанта инспекторского отделения казачьего отдела штаба отдельного Уральского армейского корпуса в июне 1918 — продолжать занимать это кресло и в августе. В начале ноября он состоял в комплекте казачьих полков; после этого он стал старшим адъютантом инспекторского отделения в Третьем Уральском армейском корпусе. В декабре Щёлоков был откомандирован в распоряжение окружного атамана второго отдела. По состоянию на 1921 год он был личным секретарём атамана А. И. Дутова и, одновременно, в феврале — офицером личного отряда атамана в городе Суйдин.
После смерти Дутова Николай Щёлоков входил в состав комиссии для приёма переписки атамана и денежных сумм, оставшихся по его кончине. В конце марта он был назначен в комиссию по русским делам в городе Кульджа — в конце мая освобождён от должности представителя отряда там же (в связи с ультиматумом подъесаула А. Я. Арапова). В какой-то момент Щёлоков уезжал на Дальний Восток к Н. С. Анисимову. Этот период также был отмечен конфликтом Н. А. Щёлокова с игуменом Ионой (Покровским). Последнее, что известно о карьере Николая Александровича Щёлокова, это факт повторного получения им поста представителя отряда в июле 1921 года. 15 (28) ноября 1920 года Дутов составил завещание, которое дошло до современного читателя лишь в выписке, сделанной исследователем-эмигрантом И. И. Серебренниковым непосредственно из личного архива Щёлокова.

## Семья
Жена: Вера Васильевна Щёлокова (в девичестве Гогина).
Сын: Алексей — по данным на 2007 год, проживал в австралийском Сиднее.
Среди родни Щёлокова числился и войсковой старшина Александр Ткачёв, возглавивший дутовский отряд после смерти атамана.